# Biserica Duminica Tuturor Sfinților din Țibănești

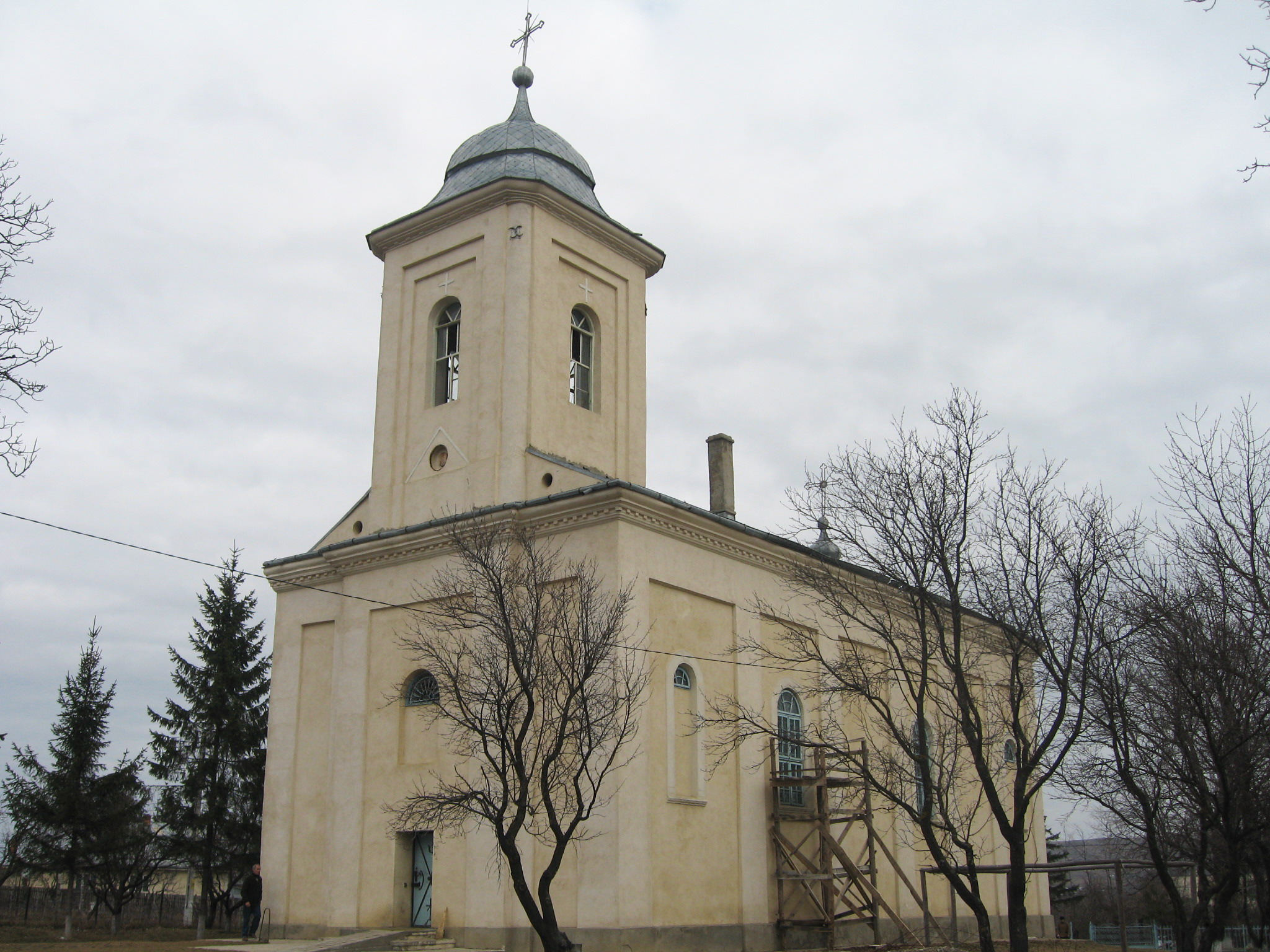
Biserica „Duminica Tuturor Sfinților” din Țibănești

Biserica „Duminica Tuturor Sfinților” din Țibănești este un lăcaș de cult ortodox ctitorit în anul 1819 de boierul Ioan Carp în satul Țibănești din comuna omonimă (județul Iași). Ea se află în apropierea conacului familiei Carp.
Biserica "Adormirea Tuturor Sfinților" din Țibănești a fost inclusă pe Lista monumentelor istorice din județul Iași din anul 2015 la numărul 1530, având codul de clasificare cod LMI IS-II-m-A-04264.01. Ea face parte din Ansamblul conacului Petre P. Carp de la Țibănești, alături de Conacul Petre P. Carp și Mausoleul familiei Petre P. Carp. 

## Istoric
Familia Carp s-a stabilit în Moldova în secolul al XVI-lea, venind din țările baltice.  La începutul secolului al XVIII-lea, Dimitrie Cantemir citează familia Carp, în Descriptio Moldaviae, printre principalele neamuri boierești ale Principatului Moldovei. 
În anul 1771, marele ban Gheorghe Carp a cumpărat întreg satul Țibănești din Ținutul Vasluiului de la boierul Nicolae Gherghel.  El a murit în 1802, moșia trecând prin moștenire la fiul său, biv vel aga Ion Carp. 
Ca și alți boieri, familia Carp a construit în secolul al XVIII-lea o biserică cu hramul "Duminica Tuturor Sfinților" în satul Țibănești.  Aceasta a fost reclădită de boierul Ioan Carp, mare agă al Moldovei, în jurul anului 1819. Un an mai târziu, el a ridicat un conac care avea inițial doar parter și un etaj. Proprietarii moșiei s-au îngrijit de înzestrarea bisericii cu podoabe și alte obiecte de cult. În anul 1836 s-a semnat un contract pentru executarea „podoabelor” bisericii din Țibănești. 
Până la instaurarea regimului comunist, biserica s-a aflat sub patronajul familiei Carp. Moșierii Carp au înzestrat biserica cu diferite odoare, ei fiind cei care plăteau preotul și cântăreții. Printre cei care s-au ocupat în mod deosebit de biserică a fost omul politic Petre P. Carp (1837-1919). 

## Mausoleul familiei Carp
În parcul conacului se află un mausoleu al familiei Carp. El a fost construit din beton, în stil neogotic, după planurile inginerului francez Gustave Eiffel care a ajuns și la Țibănești în vizita sa în România. 
În interior, se află două sarcofage de marmură. Deasupra ferestrelor din partea opusă intrării se află înscris următorul text: "Svs sa avem inimele." În mausoleu sunt înmormântate rudele omului politic Petre P. Carp: 
- străbunicul Gheorghe Carp (+1802),
- bunicii Ioan și Safta,
- părinții Petre (+1874) și Smaranda,
- Petre P. Carp (1837-1919) și soția sa, Sevastia - născută Cantacuzino (1853-1947)
- fiul său, Petre (1890-1916) - mort în primul război mondial

## Imagini

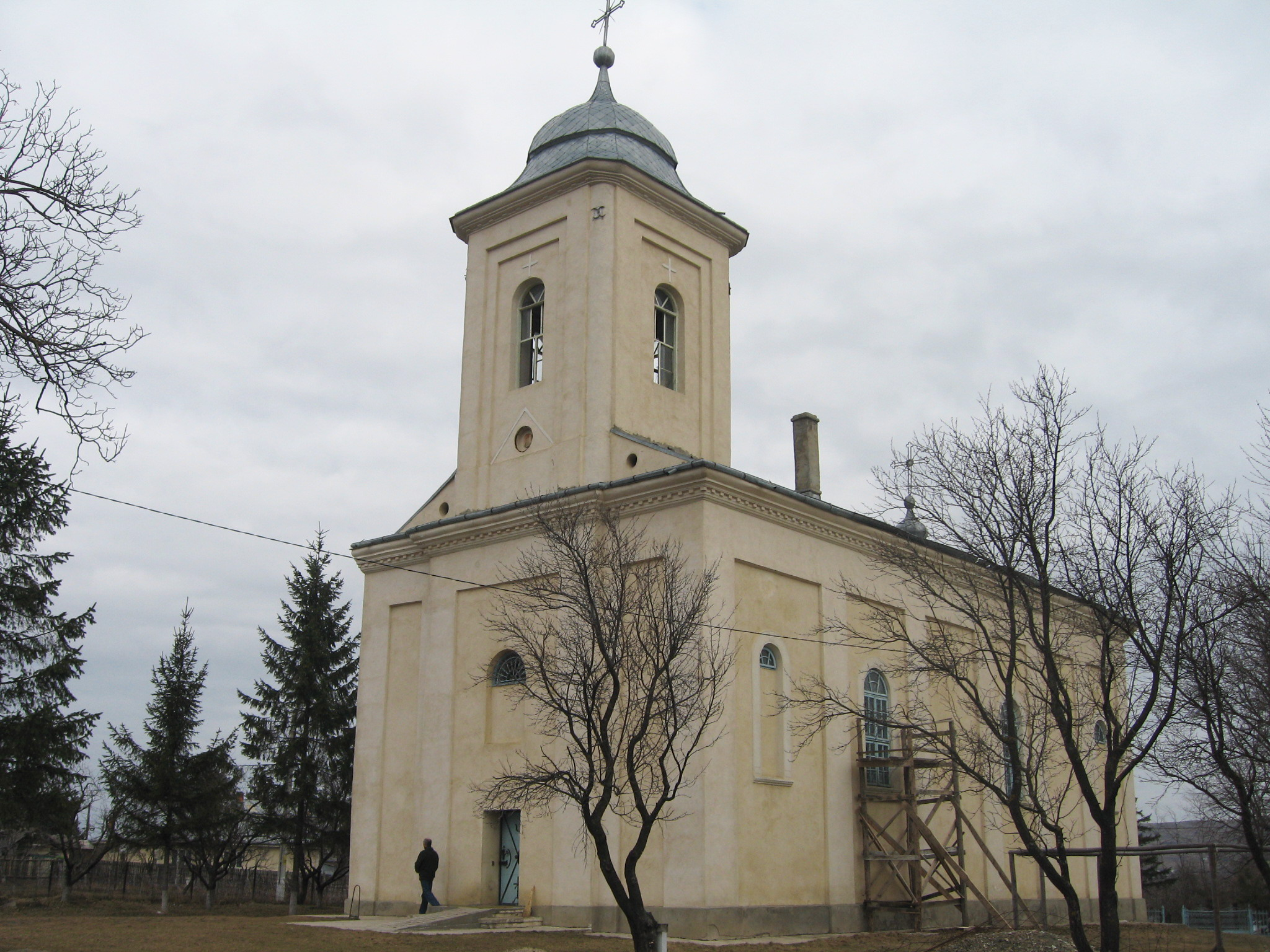
Biserica "Duminica Tuturor Sfinților" din Țibănești
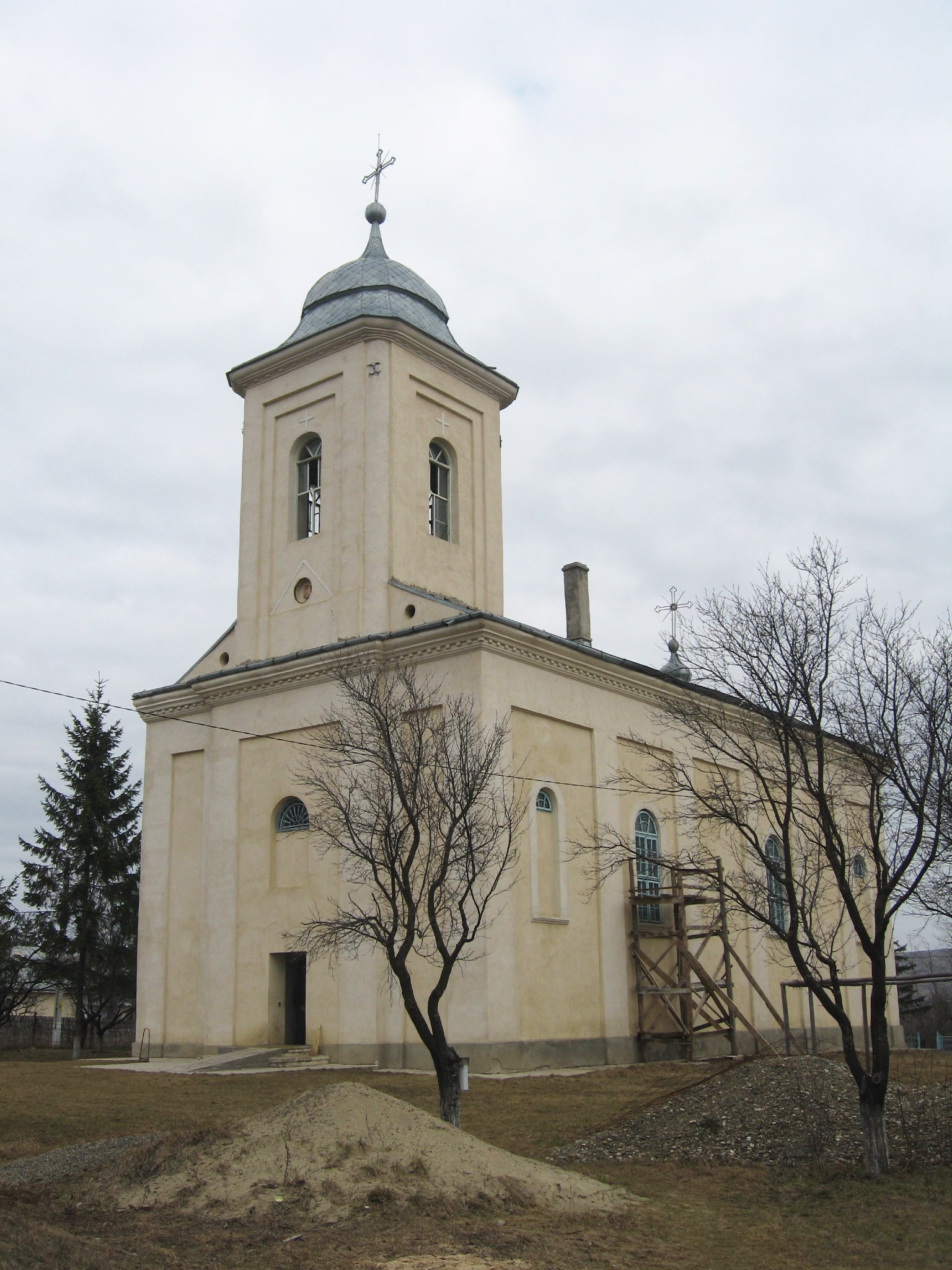
Biserica "Duminica Tuturor Sfinților" din Țibănești
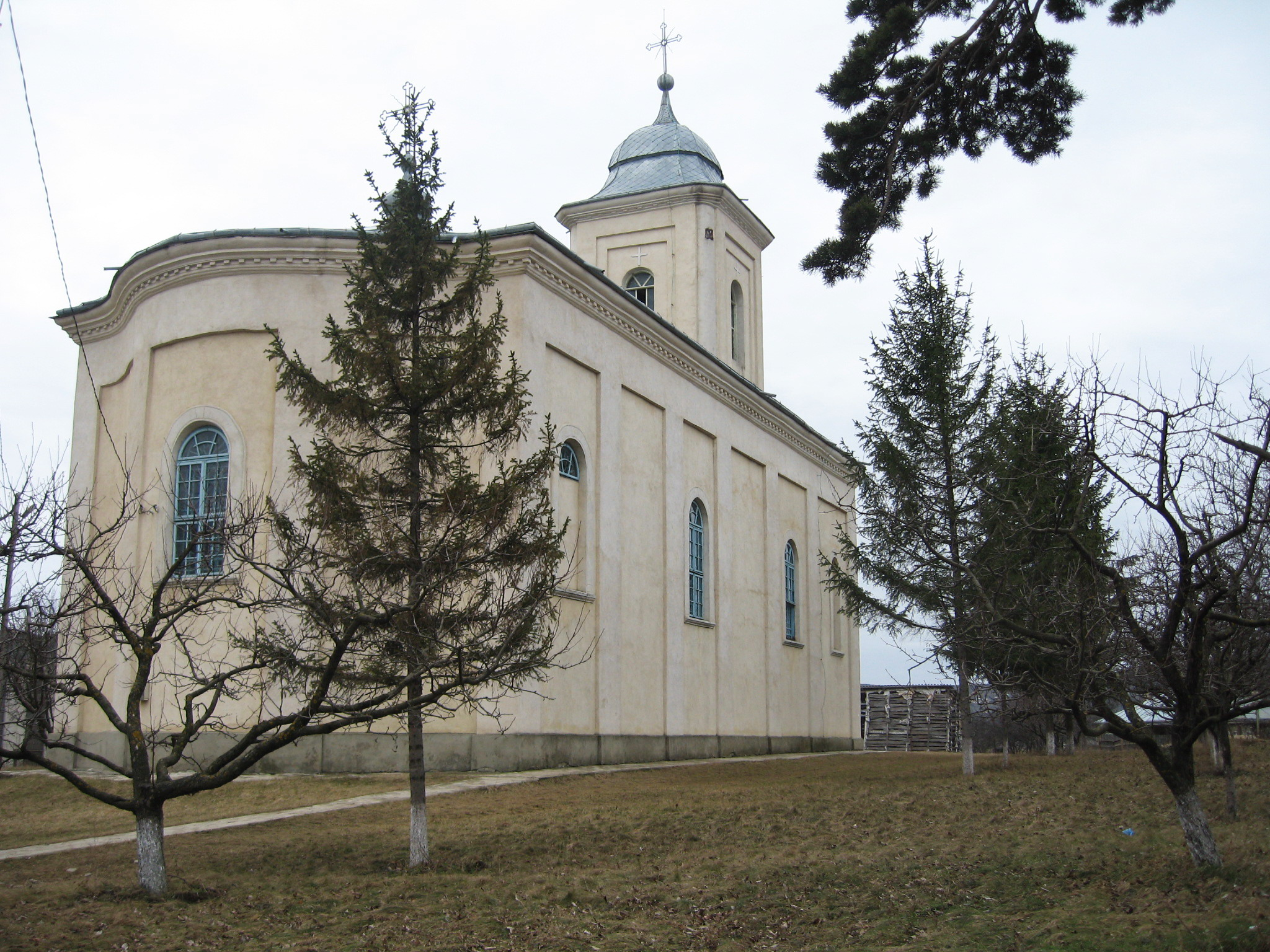
Biserica "Duminica Tuturor Sfinților" din Țibănești
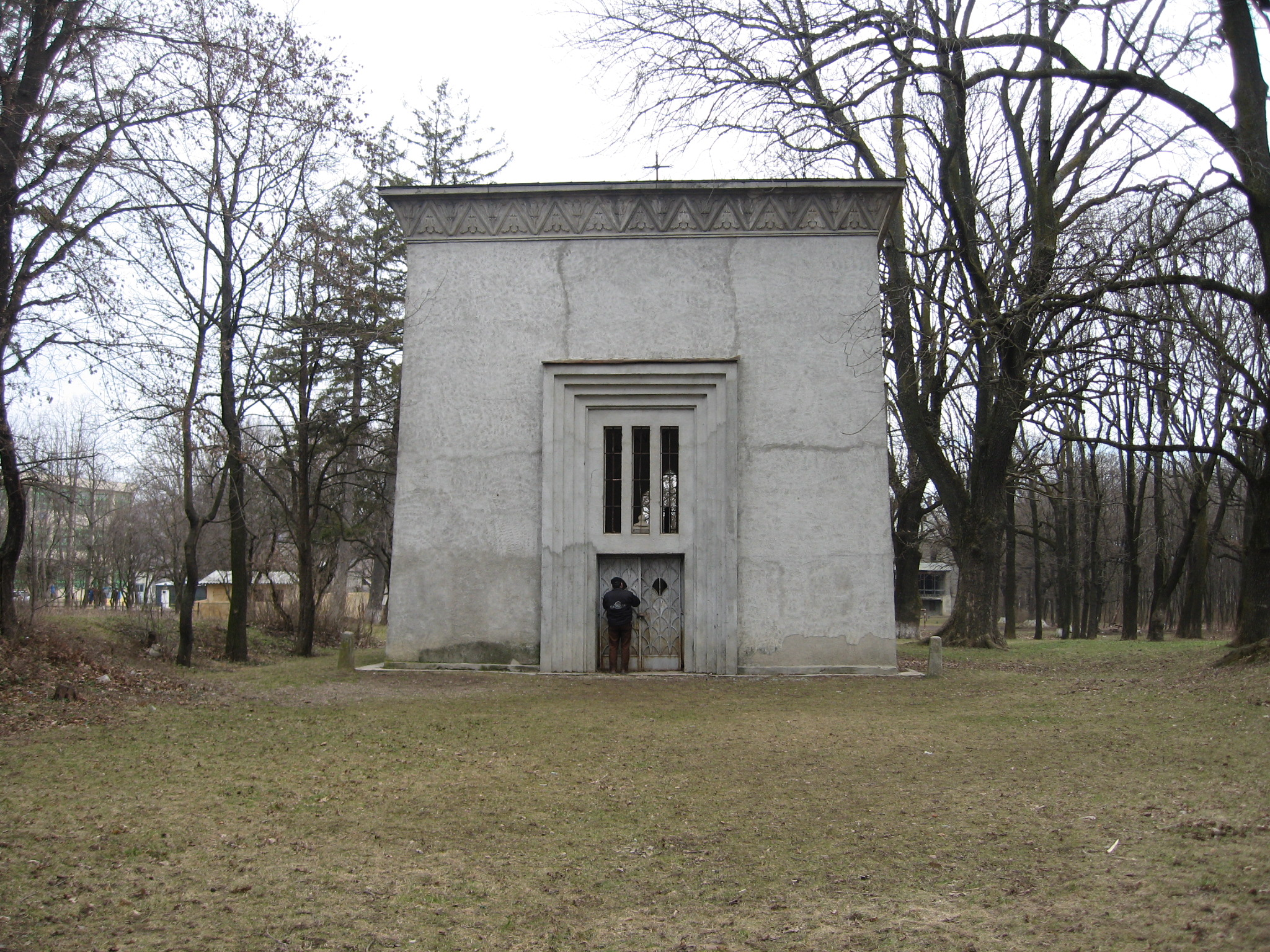
Mausoleul familiei Carp
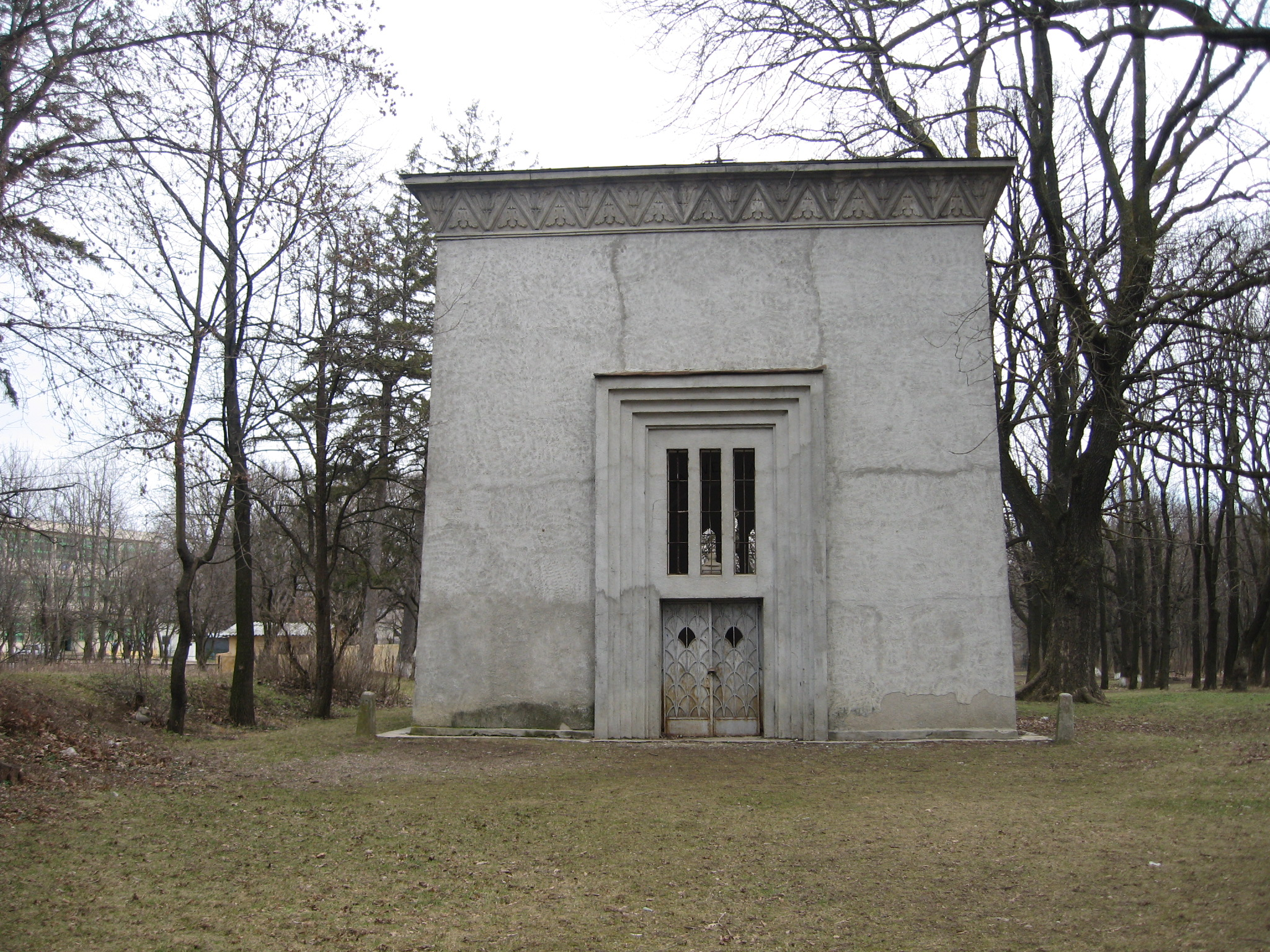
Mausoleul familiei Carp
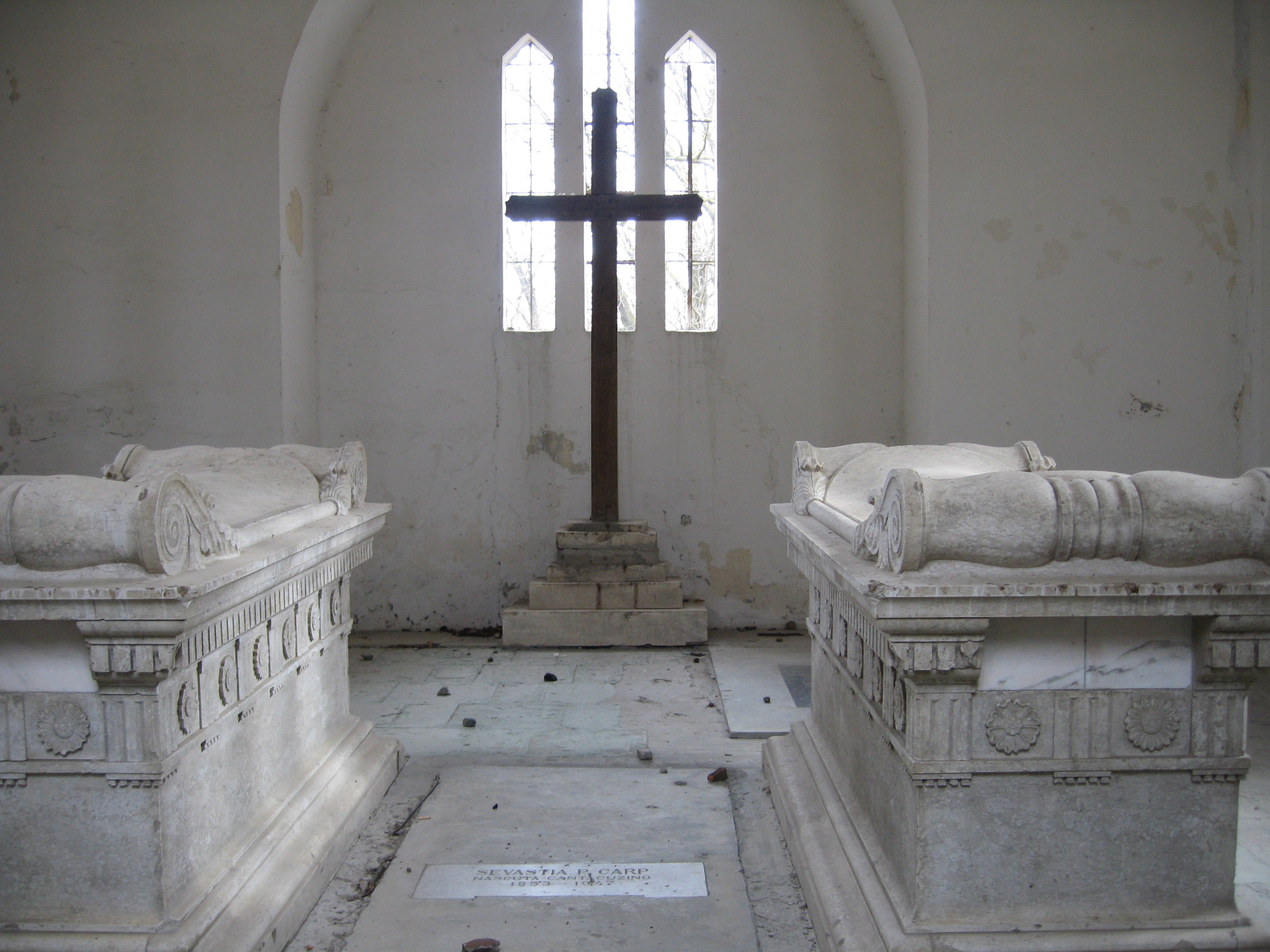
Sarcofage în mausoleu
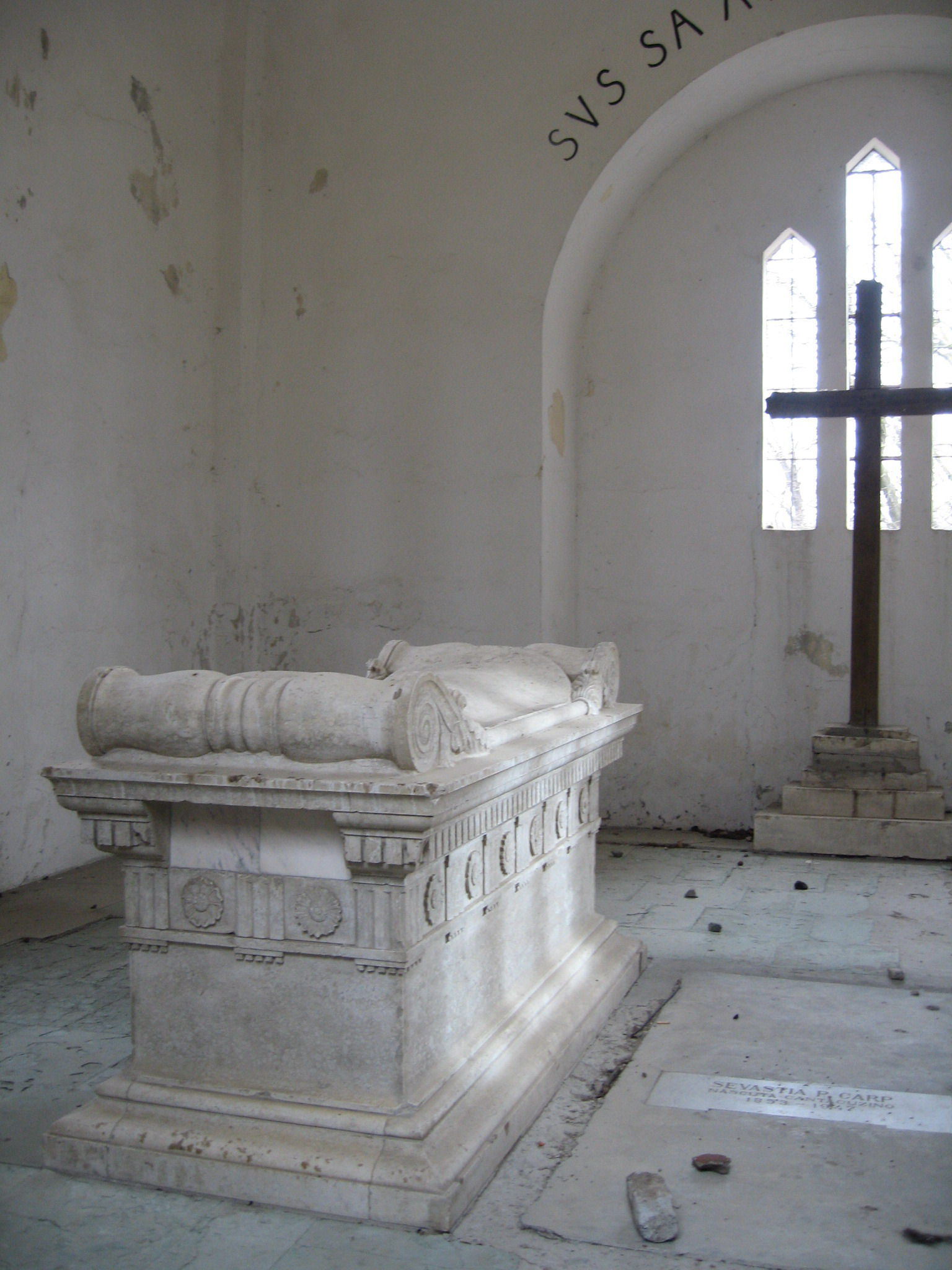
Sarcofagul din stânga
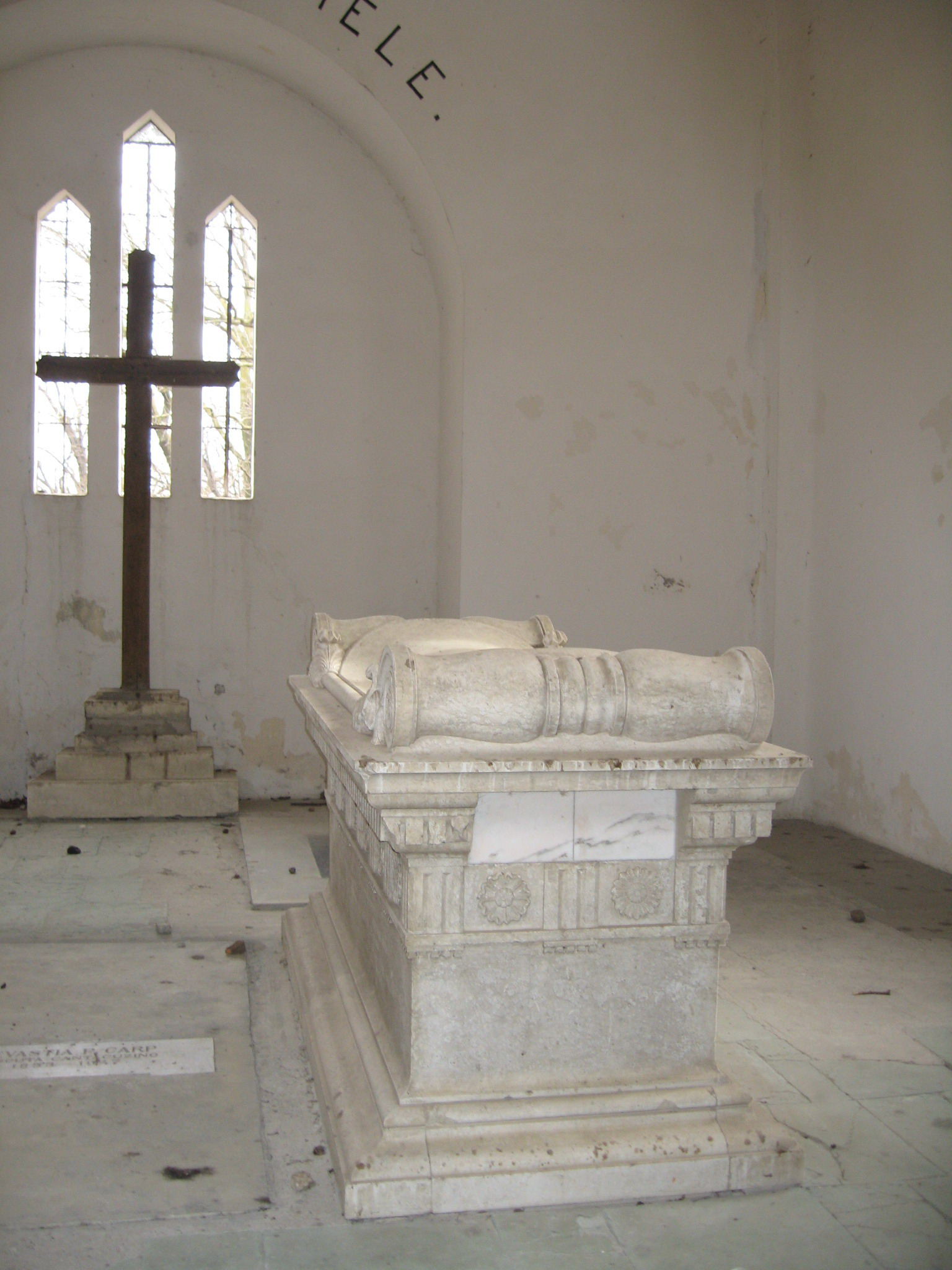
Sarcofagul din dreapta